# Calamonaci
Calamonaci település Olaszországban, Szicília régióban, Agrigento megyében. Lakosainak száma 1158 fő (2023. január 1.). Calamonaci Bivona, Caltabellotta, Lucca Sicula, Ribera és Villafranca Sicula községekkel határos.

## Népesség
A település népességének változása:
| Lakosok száma | 1327 | 1311 | 1158 |
|               | 2017 | 2018 | 2023 |